# 2001年度四台聯頒音樂大獎得獎名單
2001年度四台聯頒音樂大獎

## 歌曲大獎
- 頒發場合：新城勁爆頒獎禮
- 歌曲：有病呻吟
- 歌手：張學友
- 作曲：林建華
- 作詞：林夕

## 大碟大獎
- 頒發場合：叱吒樂壇流行榜頒獎典禮
- 大碟：Shall We Dance? Shall We Talk!
- 歌手：陳奕迅
- 監製：陳輝陽

## 卓越表現大獎
- 頒發場合：十大勁歌金曲頒獎典禮
- 金獎：容祖兒
- 銀獎：陳冠希
- 銅獎：周杰倫

## 傳媒大獎
- 頒發場合：十大中文金曲頒獎音樂會
- 歌手：劉德華、陳奕迅
- 作曲家：陳輝陽
- 填詞家：林夕